# Első búr háború
Az első búr háború (hollandul: Eerste Boerenoorlog, Afrikaans nyelven: Eerste Vryheidsoorlog, szó szerint Első szabadságharc), hívják még első angol–búr háborúnak vagy transvaali háborúnak, 1880. december 16. és 1881. március 23. között zajlott le a mai Dél-afrikai Köztársaság területén a búrok és a terjeszkedő britek közott. Ez volt a búr háborúk kezdete.

## Háttere
Az afrikai kontinens déli részét a 19. században kezdték gyarmatosítani. A Dél-Afrikába tartó britek erőszakosságának három indítéka volt: kezdetben az, hogy irányítsák a kereskedelmi útvonalakat Indiába, második a felfedezés, 1886-ban felfedeztek egy jelentős aranybányát Transvaalban, a harmadik ok a nyersanyagok sokasága, hatalmas gyémántokat találtak Kimberley közelében a Transvaal Köztársaság határáránál. A Natal Köztársaság egy rövid életű búr állam volt, amelyet holland telepes afrikaans nép alapított meg 1839-ben. A köztársaság az Indiai-óceán partján helyezkedett el. A köztársaságot meghódították és 1843-ban csatolták a többi brit gyarmathoz. A britek 1880-ban megpróbálták hozzácsatolni a Transvaalt, és 1899-ben az Oranje Szabadállamot is (ez vezet majd a második búr háborúhoz) Fokföldhöz (Cape Colonyhoz). 1868-ban a britek magukhoz csatolták Baszutóföldet (a mai Lesothót). Az 1880-as években Becsuánaföld (mai Botswana) a Német Birodalom és Nagy-Britannia közötti vita tárgya lett. Miután a németek 1884-ben elcsatolták Damaralandet és Namaqualandet (mai Namíbiát), a britek 1885-ben magukhoz csatolták Becsuánaföldet.
Britannia 1815-ben megszerezte a Jóreménység-fokát Dél-Afrikában Hollandiától a napóleoni háborúk következtében. A hollandul beszélő telepes farmerekből álló csoportok (búrok) nehezteltek a britekre, bár az angol irányítás hozott néhány gazdasági előnyt. Az ott élő holland telepesek (Trekboers-ek) ezután északra, a belső irányába emigráltak, végül alapítottak két köztársaságot, Oranje Szabadállamot és a Transvaal Köztársaságot. A britek nem próbálták megakadályozni, hogy a holland telepesek elmenjenek.
1867-ben gyémántokat találtak a Vaal folyó közelében, a felfedezés elindította a gyémántbányászatot, a világ minden részéről érkeztek szerencsét próbálni, Kimberley városa 50 000 fölé emelkedett. Az 1870-es években a britek magukhoz csatolták Nyugat-Griqualandet, ezáltal Kimberley városát is, ami felbőszítette a búrokat.

## A résztvevők katonai ereje és felszerelése
A búroknak nem volt hivatásos hadseregük, ezért nemzetőrséget állítottak fel; mikor veszély fenyegetett, a közelben állomásozó egységek mentek harcolni. A polgári nemzetőrség mindegyik embere kapott egy semleges színű vagy khaki színű ruhát, ebbe beletartozott egy dzsekit, nadrág és egy kalap. Az emberek nagy része általában saját fegyverét vagy vadászpuskáját és a saját lovát vitte a harcba. Az átlag búr állampolgárok olyan farmerek voltak, akik nyeregben töltötték napjaik majdnem egészét, kiválóan képzett vadászok és mesterlövészek voltak. A búr katonák főként a Westley Richards, a Martini-Henry, a Remington Rolling Block-féle puskát használták. Csak néhányuknak voltak ismétlőfegyverei, mint például Winchester vagy a svájci Vetterli.
A brit gyalogsági egyenruha piros zubbonyból, fekete nadrágból, fehér sisakokból állt. A Highlanders (skótok) a skót szoknyát viselték. Általános gyalogsági fegyver volt a Martini-Henry, elején szuronnyal. A Royal Artillery (királyi tüzérség) lövészei kék zubbonyt hordtak. Ezzel előnyt adtak a búr mesterlövészeknek, a rikító egyenruhát messziről is jól ki lehetett venni, saját ruháik viszont jól tudtak alkalmazkodni az afrikai terep színéhez.
A búrok nem használtak szuronyt, mert ez rendkívül hátráltatta őket a harcban. Éppen ezért a búrok szinte mindig kerülték a közelharcot. A búr katonák szabadabban mozogtak, lopakodtak, kihasználták jó céllövőképességüket, míg a britek szervezett egységekben harcoltak.

## Tábornokok, katonai vezetők

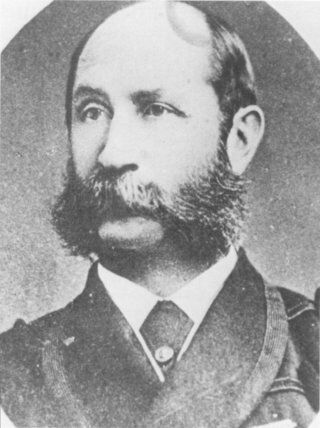
Colley az angol csapatok parancsnoka

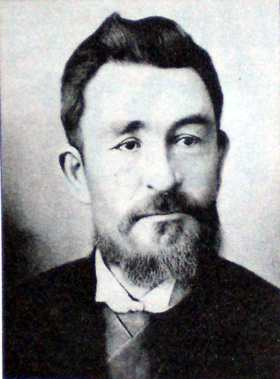
Christiaan de Wet búr tábornok

Colley remek katona volt, de a dél-afrikai harcok során nagy hibákat követett el, lebecsülte a búrokat, és nem számított rá, hogy meglepik. Csapatai először a bronkhorstspruiti csata alatt szenvedtek vereséget a búroktól, amikor Anstruther alezredes parancsnoksága alatt álltak. Később, a Laing’s Nek-i csata során szenvedte el a következő vereséget, Colley ennél a csatánál megpróbálta lovassággal megtörni a búrok ellenállását, de a túlerő még a brit huszárokat is legyőzte.  A csatatéren maradt 84 katonája, 113 sebesült, 2 embere pedig búr fogságba esett. A végső leszámolásnak a Majuba-hegyi csatát tekinthetjük. Itt a még meglévő brit hadsereget a búr katonák teljesen szétzilálták, nagy részüket elkergették, a többi pedig mind életét vesztette, vagy fogságba esett.
1880-ban de Wet 27 éves volt, amikor kitört az angol-búr háború (vagyis az első búr háború). Harcolt a Heidelberg Kommandóban, a Laing’s Nek-i csata alkalmával pedig kitüntette magát bátorságával és hősiességével. Ezek után a Majuba-hegyi csata alatt is harcolt. Megbízható szolgálatai révén gyorsan emelkedett a ranglétrán. De Wet elszántságáról és hazaszeretetéről volt ismert. Később a második búr háború harcaiban is részt vett.

## Csaták

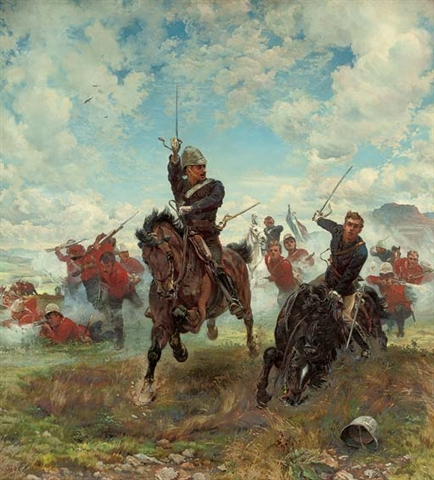
A Laing’s Nek-i csata

A Transvaal Köztársaság kikiáltotta függetlenségét az Egyesült Királyságtól, a háború 1880. december 16-án kezdődött Potchefstroomnál, ahol eldördültek az első lövések. 1880. december 20-án Bronkhorstspruitnál a búrok lesből megsemmisítették a Brit Hadsereg egy konvoját. 1880. december 22-től 1881. január 6-ig a brit hadsereg Transvaalban lévő helyőrségei mind ostromolttá váltak. A háborúban kevés ember vett részt mindkét oldalon, a küzdelmek is csupán tíz hétig tartottak.

### A bronkhorstspruiti csata
A bronkhorstspruiti csata volt az első igazi harc, 268 brit és 250 búr katona vett benne részt. A brit hadsereg katonái 1880. december 20-án Pretoria felé vonultak, létszámuk körülbelül 240 katona és 10 tiszt volt. A búrok ultimátumot küldtek az angol seregnek, amelyben felszólították őket, hogy forduljanak vissza. Ám ezt az angol parancsnok elutasította, részben mert még nem tudott a közelgő támadásról és nem ismerte a búrok stratégiáját és szívósságát. Részben pedig mert a búrokat roppantul lebecsülte, több angol parancsnokkal egyetemben. A búr gerillaharcosok közben észrevétlenül megközelítették az angol katonákat, és hirtelen iszonyú sortüzet nyitottak rájuk. 156 angol katona esett el, és ez hatalmas veszteség a búrokhoz képest, mivel ők csupán két emberüket vesztették el.

### A Laing’s Nek-i csata
1881. január 28-án a Laing’s Nek-i csatában a britek megpróbálták lovassági és gyalogsági támadásokkal áttörni a búr pozíciókat a Drakensberg hegységen. Colley tüzérsége január 28-án reggel tűz alá vette a búr állásokat. Rövid idővel később az 58. brit lovasezred rohamot indított, mely csak nehézkesen jutott el a búrok állásaihoz. A lovasroham itt elakadt, mert a búrok távolabb álló lövészei olyan hatékonyan lőtték a lovasságot, hogy azok emiatt nagy veszteségeket szenvedtek és visszavonulásra kényszerültek. A britek súlyos veszteségekkel tértek vissza.

### A schuinshoogtei csata
Alig 10 nappal később az angolok újabb támadást kíséreltek meg (schuinshoogtei csata) 1881. február 8-án, ahol megint alulmaradtak. Colley kémei kiderítették, hol a legveszélyesebb az útvonal, majd jelentették ezt parancsnokuknak. Reggel 9-kor Colley tábornok kivonult a Mount Prospect táborból, főként gyalogságot vitt magával, illetve néhány lovast és 2 ágyút.
Az angolok nem sokkal később felmentek schuinshoogtei magaslatra. Amint meghallották, hogy a búr Weilbach és Smith tábornok csapatai közelednek, Colley harckészültséget rendelt el. A búrok körbezárták az angol csapatokat, ezzel elzárták a menekülési útvonalakat. A búrok nem sokkal később megindították támadásukat. Az angolokat nagyban hátráltatta feltűnő, fekete és piros egyenruhájuk, ezzel szemben a búrok terepszínű ruhákat viseltek, egyébként mesterei voltak a rejtőzködésnek. Éjszaka Colley kitört ugyan a bekerítésből, de csapatai nagy részét elvesztette. Az angolok morálja eddig soha sem látott mélypontra jutott.

### A Majuba-hegyi csata
1881. február 27-én történt a Majuba-hegyi csata amely eldöntötte a háborút. Ezúttal Colley a Majuba-hegyen várta be a búrokat, és az angol katonák elveszített önbecsülésének köszönhetően ezt a csatát is elveszítette. A visszavonuló angol huszárok egy utolsó ellentámadást próbáltak meg végrehajtani, de végül őket is felmorzsolta a búrok tömege. Az ütközetben 92 brit katona elesett, 134 megsebesült, 59-et pedig elfogtak. Az ütközetben George Pomeroy Colley tábornokkal is végzett egy lövés. A háború végleg eldőlt.

## Eredmények
1881. március 6-ig folytak a harcok, ekkor a felek fegyverszünetet kötöttek. William Gladstone brit miniszterelnök rájött, hogy a háború megnyeréséhez jelentős erősítést kell elszállítani, így a háború nagyon költséges lenne és sokáig elhúzódott volna. Vonakodva, de a brit kormány elrendelte a fegyverszünetet. 1881. március 23-án befejeződött a háború.
Az angolok elismerték a két búr köztársaságot. A háborút a búrok nyerték meg, így megvédték függetlenségüket. A búr városok egytől egyig szabadok lettek, illetve felszabadultak. Virágzásnak indult az építészet, kezdetét vette egy hosszú fejlődés, amelyet a második búr háború állított meg.
A búrok győzelme meglepte a briteket, akik jócskán lebecsülték ellenfelüket és a búr gerillák teljes vereségét várták. Ehelyett több száz angol katona esett el, négy csatát elvesztettek, ráadásul a háború végén George Pomeroy Colley tábornok is életét vesztette. A  búr harcosok győzelmét segítette a terep ismerete, és az, hogy hazájukat akarták megvédeni, ami roppantul elszánt és igénytelen harcosokká tette őket.
Később, 1899-ben a feszültség egyre nőtt, ekkor kitört a második búr háború, a briteket az arany és a hatalmas terület motiválta, ezért a brit birodalom vállalta a hatalmas költségeket, hiszen nemcsak a háború megnyerése, hanem a gyémántlelőhelyek megszerzése is fontos cél volt. Az első háborúból sokat tanultak a britek, kiismerték a terepet, és ügyesebben használták fegyvereiket.